# Олимпийское движение и политический протест
Олимпи́йское движе́ние и полити́ческий проте́ст — диалектически связанные между собой явления. Акты демонстративного публичного политического протеста в ходе подготовки и/или проведения очередных Олимпийских игр неизбежно привлекают внимание мирового общественного мнения и изменяют политическую повестку дня. Поэтому протесты служат действенным, хоть и далеко не всегда конвенциональным, инструментом постановки перед властью и обществом тех или иных актуальных, по мнению организаторов протеста, проблем.

## Проблема
Одним из основополагающих принципов современного олимпийского движения, разработанных его создателем бароном Пьером де Кубертеном (фр. Pierre de Coubertin) является принципиальное и жёсткое, под угрозой серьёзных санкций, отграничение политики от олимпизма. Согласно Олимпийской хартии, игры «…объединяют спортсменов-любителей всех стран в честных и равноправных соревнованиях. По отношению к странам и отдельным лицам не допускается никакой дискриминации по расовым, религиозным или политическим мотивам».
В то же время сам де Кубертен не отрицал, что стремится возродить Олимпийские игры не только с общечеловеческой целью преодолеть национальный эгоизм и сделать вклад в борьбу за мир и международное взаимопонимание, но и по сугубо национальным политическим мотивам. Он ставил вопрос так: «Германия раскопала то, что осталось от древней Олимпии. Почему Франция не может восстановить былое величие?». По мнению де Кубертена, именно слабое физическое состояние французских солдат стало одной из причин поражения французов во франко-прусской войне (1870—1871 годов) — и Олимпийские игры были призваны, по его замыслу, изменить положение с помощью улучшения физической культуры французов.
Такой дуализм, изначально заложенный в олимпийскую концепцию, не мог не получить дальнейшего развития и не стать одной из наиболее актуальных и пока не разрешимых проблем мирового спорта. С повышением уровня популярности и международного веса Олимпийских игр последние оказались ареной соперничества не только самих спортсменов и даже не только их национальных сборных, но государств и групп государств за мировое признание и влияние. Спортивные рекорды, успешные выступления соответствующих сборных на олимпиадах, безупречное проведение очередных игр и даже само право на проведение последних стали инструментами увеличения международного политического авторитета стран.
Одним из неизбежных следствий развернувшейся и продолжающейся по сей день вокруг и внутри Олимпийских игр межгосударственной политической борьбы стали и различные способы публичной демонстрации отношения к тем или иным государствам или группам государств (в том числе и со стороны самого Международного олимпийского комитета (МОК)), стремления уменьшить их вес и влияние или их принципиального политического непризнания как таковых. Подобные акты называют политическими протестами.

## Цели
Политический протест во время подготовки или проведения Олимпийских игр является одной из мер серьёзного морального давления на страну-организатора игр, международное олимпийское движение и мировое сообщество в целом с целью донесения инициаторами протеста своей точки зрения на современные играм политические процессы и события, представляющиеся критически важными. Это эффектный, но не обязательно эффективный жест, не заметить который в связи с большим международным значением Олимпийских игр становится невозможно. По замыслу организаторов протеста такой жест призван активизировать международную дискуссию, возбудить мировое общественное мнение и с его помощью воздействовать на власти, руководство страны-объекта воздействия.
Политический протест, связанный с олимпиадами, может быть комбинированным и сопровождаться и другими мерами, такими как экономические санкции, эмбарго, политическое охлаждение отношений с соответствующей страной или странами. Международная изоляция предусмотрена Уставом ООН как мера принуждения без применения вооружённых сил — и спортивные санкции находятся здесь в общем контексте. Даже сама постановка вопроса о последних, сделанная публично, на достаточно высоком политическом уровне и распространённая СМИ, де-факто является действенной мерой влияния на международные отношения и складывающуюся в мире политическую ситуацию.

## Формы
В зависимости от уровня инициатора и, соответственно, его возможностей влиять на ситуацию политический протест может предполагать демонстративный отказ в ходе подготовки и проведения очередных Олимпийских игр от соблюдения норм, предписанных документами МОК, от участия в играх в целом, в отдельных соревнованиях, церемониях, а также от приглашения определённых национальных сборных на игры. Главным образом причины протестов в ходе подготовки и проведения игр носят политический характер, хотя иногда случаются и неполитические протесты, а также протесты, однозначная классификация которых может служить предметом дискуссий. Инициатором протеста может выступать:
- международное сообщество в лице его авторитетных наднациональных структур — ООН, МОК, других международных организаций;
- группа союзных государств, обычно объединённых в формальный или неформальный военно-политический блок;
- отдельное государство, обычно представленное в олимпийском движении на уровне Национального олимпийского комитета (НОК);
- группа спортсменов или отдельный спортсмен в индивидуальном порядке.

Одной из основных черт политического протеста в ходе подготовки и проведения Олимпийских игр является стремление его организаторов сделать его возможно более уникальным и публичным. Как правило это достигается с нарушением положений Олимпийской хартии. Например, пункт 53 «Реклама, демонстрация, пропаганда» главы 5 Хартии однозначно запрещает политические демарши:
Не разрешается любая форма рекламы или пропаганды на стадионах и над ними и в других местах проведения соревнований, которые считаются входящими в олимпийские объекты. <...> На олимпийских объектах и других местах проведения соревнований запрещается любая политическая, религиозная или расовая пропаганда.
Поэтому какой-то единой организационной формы как таковой у политических протестов не существует и каждый раз Хартия и другие регламентирующие документы МОК «испытываются на прочность» различными способами. Однако за время проведения олимпиад в современном виде (с 1896 года) сложилась определённая практика. Это может быть:
- необычное, привлекающее внимание общественности, поведение, политический жест спортсмена на официальных мероприятиях Олимпиады;
- ношение на одежде или иная форма демонстрации определённой символики, имеющей политический подтекст;
- игнорирование каких-либо предписанных протоколом игр мероприятий, церемоний, соревнований, официальных лиц;
- бойкот, тотальное неучастие в Олимпийских играх, предполагающее организованный отзыв сборной или прекращение её подготовки к играм;
- демонстративный выход страны из международного олимпийского движения.

Как правило решение о политическом протесте принимается высшими исполнительными органами страны или организации-инициатора, утверждается соответствующими Национальными олимпийскими комитетами (НОК) и официально доводится до сведения МОК и общественности. Иногда решение о бойкоте определённых стран по политическим мотивам принимается и самим МОК и служит одним из способов донесения до объектов бойкота консолидированного негативного мнения международного сообщества.
Существует и ряд международно-правовых обстоятельств, которые делают принципиально невозможным или нежелательным по политическим причинам выступления спортсменов определённого НОК с государственной символикой соответствующей страны — флагом, гербом, гимном. В таких случаях МОК, руководствуясь принципами, зафиксированными в Олимпийской хартии, предлагает олимпийское покровительство — выступление под олимпийским флагом и соответствующей вненациональной олимпийской символикой. Такой вариант часто оказывается приемлем для всех заинтересованных сторон, что снижает конфронтацию и делает возможным максимально полное участие в олимпийском движении спортсменов всего мира.

## За и против
Однако опыт политических протестов показывает, что ни в одном случае инициаторам не удалось добиться с помощью столь радикального средства всех декларировавшихся ими целей. Кроме того объект воздействия во многих случаях склонен прибегать к ответным зеркальным или асимметричным мерам с соответствующим пропагандистским обеспечением, как правило изоляционистского или агрессивного толка. В результате каждый такой случай столкновения идеологий и цивилизаций, по мнению противников смешения олимпийского спорта и политики, неизбежно наносит заметный урон самой идее олимпийского движения, заложенным в него принципам международной кооперации, открытости, глобализации.
Сторонники же политических протестов на олимпиадах отмечают, что бо́льший урон олимпийскому движению наносят не протесты, а, напротив, как раз участие в играх, проводимых при игнорировании очевидных для значимой части мирового сообщества политических проблем. В качестве последних обычно называются тоталитаризм, ограничение свободы слова и других прав человека, различные формы дискриминации, международный терроризм и проч. По мнению сторонников политических протестов проведение Олимпийских игр в подобных случаях де-факто становится формой поддержки таких стран, что недопустимо.
Они указывают, что проведение олимпиад не является самоцелью и вопрос об отношениях олимпийского спорта и политики должен рассматриваться в комплексе. То есть каждый случай протеста, преследующего общественно-политические цели, должен оцениваться по своему итоговому вкладу в общественные отношения, мировую политику, воздействие на общественное мнение и, в конечном счёте, значению в борьбе за мир и свободу — последнее декларируется, в частности, и в олимпийской хартии как важнейшая цель олимпизма.
Так или иначе, каждый случай проявления политической борьбы на Олимпийских играх неизбежно становится причиной и поводом для острых дискуссий.

## 1908
Публичная демонстрация политического протеста была свойственна Олимпийским играм фактически изначально. Первые подобные случаи имели место уже на IV Олимпиаде 1908 года в Лондоне, когда впервые было решено организовать церемонию открытия в виде шествия 18 команд под своими государственными флагами. Действо обернулось конфузом. Во-первых, поскольку Великое княжество Финляндское являлось частью Российской империи, Россия, участвовавшая в Играх, но отказавшаяся участвовать в церемонии открытия, помимо этого запретила параллельно выступавшей на Играх сборной Финляндии выступать под финским национальным флагом. Финны предпочли бойкотировать навязываемый им российский триколор и идти без флага вообще.
Во-вторых, атлеты США оказались оскорблёнными, когда увидели, что на украшенном флагами стадионе Уайт-Сити, где проходило открытие Игр, вместо американского (и шведского) флага по ошибке присутствуют китайский и японский (ни Китай, ни Япония в Играх 1908 года участия не принимали). Поэтому спортсмены США в нарушение международной традиции приопускать флаг перед главой государства в знак почтения — в данном случае перед британской королевской ложей, где находился Эдуард VII, — демонстративно не стали. Капитан команды США Мартин Шеридан заявил: «Этот флаг не опускается ни перед одним земным монархом!»

## 1920 и 1924
Первый случай сознательно организованного олимпийского бойкота государств по инициативе МОК произошёл в преддверии VII Олимпиады в Антверпене в 1920 году. По официально объявленным политическим мотивам — в качестве наказания за развязывание Первой мировой войны — на Олимпиаду не были приглашены спортсмены Германии и её стран-союзниц.
Кроме того, организаторы Игр демонстративно проигнорировали наличие Советской России, предпочтя вплоть до середины 1930-х годов считать российскими представителями в МОК эмигрантов прежнего царского режима — в частности, князя Льва Урусова. МОК оставил без внимания ходатайство Главного управления Всевобуча РСФСР о допуске на Игры восьми спортсменов РСФСР. Официальной причиной отсутствия официальной реакции на советский запрос было указано непризнание РСФСР финансовых обязательств прежнего режима, из чего логически следовало отсутствие преемственности. Из мемуаров идеолога и организатора современных Олимпийских игр, председателя МОК барона Пьера де Кубертена известно, что член МОК Лев Урусов в 1920-х годах разрабатывал проект параллельного и равноправного участия сразу двух сборных России — советской и эмигрантской. Несмотря на благосклонное отношение к идее де Кубертена, она осталась без одобрения со стороны Международного олимпийского комитета.
В ходе подготовки к следующим VIII Олимпийским играм в Париже в январе 1924 года при посредничестве Французского рабочего спортивно-гимнастического союза оргкомитет парижской Олимпиады передал в Высший совет по физической культуре РСФСР официальное приглашение СССР на Игры. Однако на сей раз последовал отказ уже с российской стороны: РСФСР посчитала неприемлемой подобную — через посредника — форму отношений с олимпийским движением. Официально бойкот был обоснован так: «В знак протеста против отлучения от игр спортсменов Германии». Аналогичные безуспешные попытки привлечения советских спортсменов к участию в олимпийском движении предпринимались со стороны некоторых НОК и иных спортивных организаций и позже — в преддверии Х Олимпиады в Лос-Анджелесе и (не состоявшихся из-за войны) Игр 1940 года.
В итоге советский спорт оказался впервые представлен лишь на XV Олимпийских играх 1952 года в Хельсинки. За прошедшие годы в СССР и странах Европы в противовес «буржуазным» олимпиадам возникли «рабочие» спортивные интернационалы и развилось альтернативное, во многом похожее на олимпийское, пролетарское спортивное движение — спартакиады.

## 1936
Берлин был избран местом проведения очередных XI Олимпийских игр в 1931 году — во времена Веймарской республики и за два года до прихода к власти в Германии нацистов. В 1933 году по инициативе Американского атлетического союза стал всерьёз обсуждаться вопрос о переносе Олимпиады из столицы Третьего рейха в другую страну. Одно из проявлений нацизма — расизм — муссировалось мировой прессой, возмущённо цитировавшей германскую пропаганду, уничижительно отзывавшуюся о «низших расах» — в частности, о неграх и евреях. Масла в огонь подливали и случаи увольнений евреев из германского спорта и околоспортивной бюрократии Германии.
И Международный олимпийский комитет не мог не отреагировать на поднятую волну негативного общественного мнения: в адрес председателя оргкомитета берлинской Олимпиады Карла фон Хальта был отослан соответствующий официальный запрос президента МОК. Фон Хальт в ответ сообщил следующее:
Если антигерманская пресса призывает вынести внутригерманские дела на олимпийский уровень, то это достойно всяческого сожаления и демонстрирует недружественное отношение к Германии в наихудшем из возможных вариантов. <...> Германия находится в самом разгаре национальной революции, которая характеризуется исключительной, невиданной прежде дисциплиной. Если в Германии и раздаются отдельные голоса, направленные на срыв Олимпийских игр, то они исходят из кругов, не понимающих, что такое олимпийский дух. Эти голоса не следует принимать всерьёз.
Однако в Париже в июне 1936 года состоялась Международная конференция в защиту олимпийских идей, громко объявившая о несовместимости олимпийских принципов и факта проведения Игр в тоталитарном расистском государстве. Участники конференции обратились ко всем людям доброй воли, разделяющим идеи олимпизма, с призывом о бойкоте Олимпиады в Берлине. Следом в США в Нью-Йорке был создан Совет борьбы за перенесение Олимпиады из Берлина в Барселону.
Впрочем, германская сторона тоже не сидела сложа руки. После демарша МОК с берлинских улиц были убраны юдофобские лозунги и объявления. В Рейх для личного ознакомления с состоянием германской физической культуры и массового спорта и ходом подготовки к Играм в августе 1935 года был приглашён недавно ушедший в отставку Почетный президент МОК барон Пьер де Кубертен. Он был настолько очарован увиденным, что собирался завещать Третьему рейху права на свои книги (более 12 тыс. страниц текста) и выступил с яркой речью по государственному радио Германии, в которой, в частности, назвал Гитлера «одним из лучших творческих духов нашей эпохи».
После парижской конференции противников берлинской Олимпиады и последовавших действий США МОК направил в Берлин специальную проверочную комиссию. Однако её члены в итоге также не усмотрели ничего, «что могло бы нанести ущерб олимпийскому движению», а глава комиссии, президент НОК США Эвери Брендедж сделал публичное заявление о том, что бойкот — это «чуждая духу Америки идея, заговор в целях политизировать Олимпийские игры», а «евреи должны понимать, что они не могут использовать Игры как оружие в их борьбе против нацистов».
Любопытно, что большинство чернокожих атлетов США поддерживали берлинские Игры, считая, что полноценность своей расы разумнее продемонстрировать непосредственно на олимпийских стадионах. Они не ошиблись: звездой Олимпиады стал, например, афроамериканец Джесси Оуэнс, завоевавший четыре золотые медали. Впоследствии он говорил, что никогда не удостаивался таких оваций, как в Берлине. Кроме того, против сторонников перенесения Игр в Барселону сыграл нараставший общественно-политический кризис в Испании, вскоре разрешившийся гражданской войной и диктатурой Франсиско Франко. Сборная Испании из-за начавшейся Гражданской войны приняла решение бойкотировать Олимпийские игры; к бойкоту также присоединилась Литва.
Олимпиада в Берлине прошла без каких-либо эксцессов, строго по намеченному плану и с небывалым размахом, а германские спортсмены заметно обогнали сборную США по наградам. По количеству золотых, серебряных и бронзовых медалей Германия превзошла все остальные страны-участницы, а сборная Италии, союзницы Рейха, первенствовала в футболе.
После Второй мировой войны совокупность предолимпийских действий МОК начала 1930-х годов была признана ошибочной, Международный олимпийский комитет принёс публичные извинения.

## 1956
Летние Олимпийские игры 1956 года в Мельбурне стали заложницами прежде всего внутриполитической борьбы в самой Австралии. Премьер-министр австралийского штата Виктория отказался ассигновать деньги для олимпийской деревни, а премьер-министр страны запретил использование федеральных средств. Из-за этого, а также из-за карантина, делавшего невозможным проведение конных соревнований (они в итоге были проведены отдельно, в Стокгольме), судьба Игр висела на волоске.
Но даже разрешение всех выявившихся в ходе подготовки проблем не стало для Игр последним испытанием. Из-за Суэцкого кризиса подвергшийся франко-британо-израильской агрессии Египет, а также поддержавшие его Ирак, Ливан и Камбоджа, официально заявили о бойкоте Олимпиады. Из-за венгерских событий в знак протеста против действий СССР бойкотировать Игры решили Нидерланды, Испания и Швейцария, а венгерская команда отказалась выступать под флагом Венгерской народной республики, промаршировав под государственным флагом Венгрии образца 1918 года. По окончании Игр часть спортсменов-венгров предпочла не возвращаться на родину. Кроме того, меньше чем за две недели до церемонии открытия Олимпиады в Мельбурне объявила о своём бойкоте Китайская Народная Республика, протестуя таким образом против приглашения на соревнования команды Тайваня (Китайской Республики) под замещающим именем «Формоза».
В результате число стран-участниц по сравнению с предыдущей хельсинкской Олимпиадой 1952 года сократилось с 69 до 67, число атлетов с 4925 до 3342, а 158 спортсменов из 29 стран приняло участие в конных состязаниях в Стокгольме.

## 1964
Олимпиада 1964 года в Токио не досчиталась национальных сборных трёх стран — Индонезии, КНДР и Южной Африки. После проведения в 1962 году в Джакарте 4-х Азиатских игр, из которых по настоянию Индонезии были исключены сборные команды Израиля и Тайваня (власти Джакарты не предоставили их членам визы), исполком МОК в феврале 1963 года принял заявление, в котором осудил «скандальное происшествие на Азиатских играх», и лишил полномочий олимпийский комитет Индонезии. В ответ президент страны Сукарно объявил о том, что Индонезия покидает международное олимпийское движение и организует альтернативные игры — Games For The New Emerging Forces (GANEFO) (иногда встречается Games of), в приближённой русской передаче — «Игры развивающихся сил». Эти Игры, неофициально патронировавшиеся КНР и успешно прошедшие в Джакарте в ноябре 1963 года, собрали атлетов из 48 стран (по другим данным — 51 страны), в основном недавно освободившихся бывших колоний, стоявших на просоциалистической ориентации или близком к этому пути. Однако МОК позже постановил, что любой участник GANEFO (поддержавший, по логике МОК, своими действиями дискриминацию Израиля и Тайваня), автоматически становится «нежелательной персоной» на токийских Олимпийских играх.
Предвидя нечто подобное, СССР и большинство других стран-участниц послали на GANEFO спортсменов второго эшелона и таким образом избежали проблем. В результате санкции коснулись лишь выборочного числа спортсменов азиатских стран, которые не могли себе позволить низкий уровень выступлений — в частности, «нежелательными» оказались 11 индонезийцев и 6 спортсменов КНДР. Прилетев в Токио вместе с остальными членами своих сборных, провинившиеся атлеты не были допущены японцами в олимпийскую деревню. Индонезия приняла решение об организованном протестном неучастии всей своей сборной, сборная КНДР решила поддержать Индонезию и также покинула Игры.
Кроме того, с 1964 года МОК принял решение об олимпийской изоляции ЮАР из-за проводимой её властями политики апартеида и, в частности, пожизненного тюремного заключения лидера Африканского национального конгресса Нельсона Манделы за деятельность, направленную на свержение строя. В мае 1970 года на сессии МОК в Амстердаме было принято решение об исключении ЮАР из МОК в связи с несовместимостью апартеида и принципов Олимпийской хартии. Членство ЮАР в МОК было восстановлено лишь в 1992 году, Тайвань по рекомендации МОК позже был включён в число стран-участниц Азиатских игр под названием «Китайский Тайбэй», а НОК Израиля был административно исключён из числа азиатских и с тех пор сборная Израиля участвует в европейских состязаниях, где у этой страны нет проблем с признанием.

## 1968
В 1966 году, после того как СССР и ПНР бойкотировали запланированную на 23 июля матчевую встречу сборных команд по лёгкой атлетике, исполнительный директор Союза спортсменов-любителей США Дональд Халл заявил, что невыполнение советской стороной условий контракта поставило под вопрос членство СССР в Международной ассоциации любительского спорта и участие их в предстоящих Олимпийских играх. До передачи вопроса на рассмотрение МОК дело однако не дошло.
XIX Летние Олимпийские игры в Мехико стали, как и большинство публичных мероприятий того времени, ареной для общественного протеста молодёжи — тогда была предпринята первая попытка «самобойкота». Студенческие организации с целью привлечь внимание мировой общественности к происходящему в своей стране, авторитарности властей Мексики, 2 октября, за десять дней до олимпийских торжеств, устроили шествие по городу и при поддержке профсоюзов страны вывели на площадь Трёх Культур в столичном районе Тлателолько 15 тысяч человек.
Основным лозунгом демонстрантов был «Мы не хотим Олимпиады, мы хотим революции!» (исп. ¡No queremos olimpiadas, queremos revolución!). Власти ввели в столицу войска, произвели массовые аресты и применили чрезмерную силу для разгона толпы. В результате погибло по официальным данным четверо, по данным самих студентов — от 200—300 до нескольких тысяч человек (подробнее см. Резня в Тлателолько). Никаких санкций, впрочем, не последовало: МОК заявил, что всё происшедшее — внутреннее дело Мексики.
На Олимпиаде 1968 года впервые в истории игр был применён такой способ политического протеста, как намеренное нарушение положений Олимпийской хартии: чернокожие американские спортсмены Томми Смит и Джон Карлос, золотой и бронзовый призёры по лёгкой атлетике, не бойкотируя соревнований в целом, на церемонии награждения во время исполнения гимна США демонстративно опустили головы и подняли сжатые кулаки в чёрных перчатках.
За год до этого Томми Смит стал членом-учредителем организации «Олимпийский проект за права человека» (англ. Olympic Project for Human Rights (OPHR)). Достижением «Олимпийского проекта за права человека» стало недопущение к Олимпийским играм, вслед за Южно-Африканской Республикой, представителей Родезии как страны с действующей системой апартеида. Глава этой организации — социолог, профессор государственного колледжа Сан-Хосе Гарри Эдвардс (англ. Harry Edwards) — склонял спортсменов-негров к полному бойкоту Олимпиады в знак протеста против убийства в апреле 1968 года Мартина Лютера Кинга, в чём не преуспел. Однако некоторые сочувствовавшие идеям проекта атлеты приняли решение о демонстрации протеста на церемониях награждений после соревнований.
В частности, к нарушению правил, предписанных хартией, удалось склонить даже серебряного призёра по лёгкой атлетике белокожего австралийца Питера Нормана (англ. Peter Norman): он стоял на пьедестале с эмблемой OPHR на груди. На пресс-конференции легкоатлеты заявили о протесте против расизма и расовой сегрегации в Соединённых Штатах. Сам Томми Смит объяснил свой демарш так:

Когда я побеждаю, я — американец, а не чёрный американец. Но если я сделаю что-то плохое, меня назовут негром. Мы чёрные и мы гордимся этим. Чёрная Америка оценит наш поступок.
Оригинальный текст (англ.)If I win, I am American, not a black American. But if I did something bad, then they would say I am a Negro. We are black and we are proud of being black. Black America will understand what we did tonight.
Оба спортсмена-афроамериканца были исключены из команды США и изгнаны с Игр, а Питер Норман по возвращении в Австралию подвергся нападкам со стороны консервативной прессы и общественности. Тренеру сборной Юлиусу Пэтчингу (англ. Julius Patching) едва удалось отвести угрозу наказания и изгнания спортсмена из команды Австралии. Подробнее см. 1968 Olympics Black Power salute и интервью с Томми Смитом на PBS 28 февраля 2007 года.
Ещё одним происшествием на Играх в Мехико 1968 года стал политический протест абсолютной чемпионки Игр 1964 и 1968 годов знаменитой чехословацкой гимнастки Веры Чаславской. Она неоднократно и публично выступала против коммунистических властей ЧССР (в частности, протестовала против подавления Пражской весны, подписав манифест Людвика Вацулика «Две тысячи слов»). Будучи недовольной сомнительными, по её мнению, решениями олимпийской судейской коллегии в пользу конкуренток из СССР Ларисы Петрик и Натальи Кучинской, Вера Чаславска на церемонии награждения во время исполнения государственного гимна Советского Союза опустила голову и отвернулась.
Этот жест был встречен антикоммунистической оппозицией Чехословакии с большим энтузиазмом, но в результате Чаславска по решению властей страны оказалась на долгие годы невыездной и больше не могла представлять ЧССР на международных соревнованиях. Однако спортсменка на десятилетия стала символом противостояния Советскому Союзу — и после смены режима знаменитая в прошлом гимнастка возглавила Национальный олимпийский комитет, стала членом МОК от Чехии и советником президента Вацлава Гавела по физкультуре и спорту.

## 1972
Мюнхенская XX Олимпиада 1972 года продолжила печальную эстафету бойкотов: тогда на церемонию награждения демонстративно не вышла сборная США по баскетболу. В ожесточённом финальном поединке с баскетболистами СССР при счёте 50:49 Модестас Паулаускас ввёл мяч в игру из-за лицевой линии, и в этот момент сломалось электронное табло Longines, в результате чего сразу же зазвучала финальная сирена. Но американцы, как оказалось, преждевременно принялись праздновать победу. Советские представители указали на нарушение правил: счётчик времени должен был включиться не в момент передачи, а в момент приёма. Судьи признали ошибку и дали советской сборной повторить ввод мяча, «отмотав» счетчик времени на 3 секунды назад.
Этого хватило для паса Ивана Едешко через всю площадку и головы двух защитников Александру Белову и итоговой победы сборной СССР — 51:50. США таким образом впервые остались без олимпийского «золота» в баскетболе. После состязания американская сборная подала официальный протест на действия судей (а именно: на добавление трёх секунд после повторного запуска табло), но он был отклонён FIBA, где голоса разделились строго по разломам холодной войны в соотношении 3:2 (Италия и Пуэрто-Рико голосовали за принятие, Венгрия, Польша и Куба — против). Церемония награждения трижды откладывалась, в итоге команда СССР получила «золото» через сутки после матча в гандбольном зале и без болельщиков. Серебряные медали США ныне хранятся в одном из банков (по другим данным, в главном офисе МОК) в Лозанне, Швейцария, а капитан баскетбольной сборной США Кенни Дэвис (англ. Kenny Davis) даже написал в завещании, чтобы никто из наследников никогда не соглашался на получение той его медали.
Кроме того, организаторам мюнхенских Игр пришлось столкнуться с достаточно выраженным негативным общественным мнением после совершения террористического акта против сборной Израиля. Элеонора Полтинникова-Шифрин, ныне председатель партии «Емин Исраэль», описывает мотивы организаторов так:
Немецкие организаторы Олимпиады были полны решимости показать миру, что времена войн прошли, и теперь спортсмены встречаются в мирной Германии, ничего общего не имеющей с Германией нацистской... Теперь немцы стремились создать внешнее впечатление миролюбия и доброжелательности, поэтому охране Олимпийской деревни было запрещено носить при себе оружие. Система охраны и контроля над входами была упрощена настолько, что многие спортсмены входили на жилую территорию вообще без предъявления удостоверений, а, припозднившись, многие из них просто перемахивали через двухметровый забор. Как позднее выяснилось, именно этим воспользовались одетые в спортивные костюмы террористы.
Несмотря на требования части СМИ и общественности прекратить Олимпиаду в знак траура по жертвам теракта, спортивные мероприятия были приостановлены всего на один день. Собравшийся наутро МОК принял решение, что прекращение игр будет означать победу террористов и зна́ком, что им удалось сорвать Игры. Поэтому было решено ограничиться лишь проведением траурной церемонии в олимпийской деревне и поминальной службой на главном стадионе, а уже на следующий день Олимпийские игры продолжились.
Среди 122 флагов стран-участниц был приспущен только флаг Израиля, а сами оставшиеся в живых израильские олимпийцы, не делая никаких громких заявлений, ночью покинули Европу и вернулись домой. Игры также оставили некоторые спортсмены из Алжира, Нидерландов, Филиппин и США (включая Марка Спитца). Из Мюнхена уехала и делегация Египта, ссылаясь на опасения возможной мести.

## 1976
XXI Олимпийские игры в Монреале оказались скандально знаменитыми не только благодаря долгу в $5 млрд (Канада закончила выплаты по нему лишь в 2006 году), но и из-за организованного по инициативе Республики Конго и Танзании бойкота со стороны двадцати шести африканских стран. Таким образом они выразили протест против матча сборной Новой Зеландии по регби в Южной Африке и требовали исключить присутствие новозеландцев на Олимпиаде.
Согласно международным договорённостям, ЮАР с 1964 года находилась под действием санкций, бойкотировалась МОК и не принимала участия в олимпийском движении (вновь принята в МОК только в 1992 году). С точки зрения бойкотирующих, Новая Зеландия, санкционировавшая игры с южноафриканцами, нарушила таким образом изоляцию режима апартеида. Международный олимпийский комитет в ответ оправдывался тем, что регби не входит в олимпийскую программу.
Команды некоторых из государств-участников бойкота к тому времени уже приступили к олимпийским соревнованиям, однако после декларации о бойкоте все сборные, включая такие сильные и представительные как, например, от Марокко, Камеруна и Египта, организованно покинули Игры, показав высокую согласованность действий стран-участниц и оперативность в принятии решения. В итоге из государств Центральной и Южной Африки в Олимпиаде приняли участие лишь Сенегал и Берег Слоновой Кости (Заир тоже проигнорировал монреальские Игры, но по финансовым соображениям). Кроме того, к африканскому бойкоту присоединились расположенный в Азии Ирак и Гайана из Южной Америки:
| - Алжир - Верхняя Вольта - Габон - Гамбия - Гана - Гайана - Египет | - Замбия - Ирак - Камерун - Кения - Республика Конго - Ливия - Мадагаскар | - Малави - Мали - Марокко - Нигер - Нигерия - Судан - Свазиленд | - Танзания - Того - Тунис - Уганда - ЦАР - Чад - Эфиопия |

Игры в Монреале также стали первыми, на которых было проигнорировано существование команды Китайской Республики (Тайваня): из-за непризнания Канадой властей острова было решено запретить его сборной официально именоваться «сборной Китая». Канада в качестве компромисса предложила тайваньским спортсменам ограничиться частным использованием госсимволики, но власти Тайваня предпочли отказаться и бойкотировать Олимпиаду. Любопытно, что Китайская Народная Республика тоже объявила о бойкоте, не удовлетворившись половинчатыми решениями МОК. Вопрос о том, что сборная КНР является единственным легитимным представителем Китая, был решён МОК лишь в ноябре 1976 года, после монреальских Игр.

## 1980
На 1980-е годы пришёлся пик политического противостояния в ходе холодной войны, что фатально отразилось на XXII Олимпийских играх в Москве и XXIII Олимпиаде в Лос-Анджелесе — и те, и другие игры столкнулись с самыми громкими и многочисленными бойкотами за всю историю олимпийского движения.
Идея олимпийского бойкота в знак протеста против ввода советских войск в Афганистан в декабре 1979 года родилась на встрече НАТО 1 января 1980 года. Нельсон Ледски, глава организованного госдепартаментом США штаба группы бойкота Олимпиады, отмечает:
Главными инициаторами идеи бойкота были Великобритания, Канада и США. Правительства этих стран договорились о бойкоте в январе 1980. Правда, в итоге Англия и Канада не приняли участия в протесте.
Впрочем, ещё до ввода войск британские лейбористы обсуждали возможность бойкота в знак протеста против преследования советских диссидентов и из-за ограничений на выезд евреев из СССР. Кроме того, против выбора Москвы в качестве места проведения Олимпийских игр активно выступал тогдашний премьер-министр Израиля Менахем Бегин, поддерживаемый еврейскими организациями США.
Уже 4 января 1980 года президент США Джимми Картер высказался за приостановление связей с СССР и предложил МОК перенести Олимпиаду в другую страну, предпочтительнее в Грецию. МОК отверг эту идею. 16 января в телеинтервью госсекретарь США Сайрус Вэнс однозначно заявил, что если советские войска в течение месяца не будут выведены из Афганистана, Соединённые Штаты намерены бойкотировать Игры сами и приложат максимум усилий для увеличения числа стран-участниц бойкота с целью превращения его в бойкот всем мировым сообществом. Дождавшись нормального завершения игр зимней Олимпиады в американском Лейк-Плэсиде, Джимми Картер выставил Советскому Союзу тот же ультиматум официально: если советская армия до 20 февраля не покинет Афганистан, США бойкотируют предстоящие в Москве летние Игры.
Ультиматум был проигнорирован и 20 февраля Белый дом выступил с заявлением о том, что США не отправят свою команду в Москву. 13 марта министерство торговли США выпустило заявление с требованием к американским коммерческим фирмам прекратить экспорт в Москву продукции, имеющей отношение к Олимпиаде. А в апреле Белый дом официально объявил о бойкоте США московской Олимпиады и призвал другие страны мира поддержать его акцию. 10 июня 1977 года в Белом доме президент США Джимми Картер в беседе с редакторами американских изданий объяснил мотивы действий своей администрации так:
Мне лично хотелось бы... в агрессивной форме бросить вызов Советскому Союзу и другим странам, разумеется, мирным путём, чтобы приобрести влияние во всех районах мира, которые, по нашему мнению, имеют для нас сегодня решающее значение или могут приобрести такое значение через 15-20 лет.
Der Spiegel пишет, что внутри самих США не удалось сформировать единую позицию, многие американские спортсмены высказывались против бойкота. Однако спортсменов и Олимпийский комитет США, многие члены которого были против бойкота, под угрозой финансовых последствий и лишения паспортов заставили подчиниться. Также, президент и глава госдепа США оказывали сильное давление на союзников США. Использовалась и государственная пропаганда — например, специально организованный по поручению Картера тур знаменитого боксёра Мохаммеда Али по Африке и Азии для привлечения сторонников акции протеста. Впрочем, уже упомянутый Нельсон Ледски вспоминает:
Я помню, как Мохаммед Али сначала подписал заявление Картера о бойкоте, а затем во время поездки в Африку и Азию неожиданно передумал. Жители Нигерии убедили его отказаться.
В общей сложности московскую Олимпиаду-80 в той или иной форме бойкотировали спортсмены из 64 государств (правда, определённая их часть по экономическим, а не политическим причинам, а Иран, Мозамбик и Катар просто не были приглашены МОК), включая значимую часть стран, чьи спортсмены традиционно сильны в летних олимпийских видах спорта. Однако правительства Великобритании, Франции, Италии и Испании разрешили своим Олимпийским комитетам самостоятельно принимать решения об участии в Олимпиаде. В итоге большинство спортсменов из упомянутых стран на Игры всё-таки приехало в индивидуальном порядке, но команды этих государств оказались меньше, чем обычно.
На церемонии открытия и закрытия Олимпиады 15 сборных (Австралия, Андорра, Бельгия, Великобритания, Нидерланды, Дания, Ирландия, Испания, Италия, Люксембург, Новая Зеландия, Португалия, Пуэрто-Рико, Сан-Марино, Франция и Швейцария) шли не под национальными флагами, а под олимпийским флагом. При вручении медалей атлетам из этих стран звучали не национальные гимны, а олимпийский гимн. Под своими национальными флагами из стран капиталистической Европы выступали лишь команды Австрии, Греции, Мальты, Финляндии и Швеции. По сведениям Daily Telegraph, у американцев появились планы по проведению «альтернативной Олимпиады» в государстве Берег Слоновой Кости, но в результате атлеты из 29 бойкотирующих стран приняли участие в специально организованных США альтернативных Играх «Колокола Свободы» (англ. Liberty Bell Classic) в Филадельфии, вошедших в историю как Олимпийские бойкот-игры.
Несмотря на это, за 14 дней олимпийских соревнований в Советском Союзе спортсмены-участники из 81 страны установили 74 олимпийских, 39 европейских и 36 мировых рекордов, что в совокупности оказалось больше, чем достижения предыдущей монреальской Олимпиады. В московской Олимпиаде приняли участие и африканские страны, бойкотировавшие Монреаль. А команда Великобритании даже оказалась самой многочисленной из стран Западной Европы — 170 спортсменов.
В качестве предусмотренного протоколом символического жеста, анонсирующего следующие Игры, на церемониях закрытия Игр обычно поднимается флаг их государства-организатора. Однако на церемонии закрытия XXII Олимпийских игр в Москве был поднят лишь флаг города Лос-Анджелес вместо государственного флага США.

## 1984
Летние Олимпийские игры 1984 года в Лос-Анджелесе бойкотировались всеми социалистическими странами (кроме Румынии, Югославии и КНР). Социалистическая Республика Румыния формально тоже присоединилась к бойкоту, но разрешила своим спортсменам поехать в США частным порядком. Официальной причиной ответного бойкота стал отказ организаторов Олимпиады-84 предоставить гарантии безопасности спортсменам из СССР и других стран Варшавского договора. Впрочем, многие западные наблюдатели и СМИ восприняли этот жест как ответ на предыдущий бойкот 1980 года и «доктрину Картера», предполагавшую недопущение внешних сил в Персидский залив и финансовую и военную помощь США афганским душманам.
В мае 1982 года вице-президент МОК Виталий Смирнов раскритиковал оргкомитет предстоящих Игр за небывало высокие цены за проживание в олимпийской деревне и отказ проводить предолимпийские соревнования. Однако 20 декабря того же года член Политбюро ЦК КПСС Гейдар Алиев заверил президента МОК Хуана Антонио Самаранча, что «мы никогда не опустимся до уровня Картера». Тем не менее спустя год, в октябре 1983, советская делегация во главе с тогдашним зампредседателя Спорткомитета СССР Анатолием Колесовым обнаружила ряд недоработок со стороны США, тревоживших советское спортивное и партийное руководство:
- делегации не позволили лететь чартером «Аэрофлота»,
- отказались принимать в порту Лос-Анджелеса теплоход «Грузия», плавучую олимпийскую базу сборной СССР,
- посольство США в Москве затребовало список всех спортсменов, хотя по правилам МОК участники Игр должны въезжать в страну не по визам, а по олимпийским удостоверениям,
- правительство США отказалось предоставить спортсменам соцстран письменные гарантии безопасности.

29 апреля 1984 года в ЦК партии председателем Госкомспорта Маратом Грамовым была направлена записка «О сложившейся ситуации в связи с Олимпийскими играми в Лос-Анджелесе», а уже спустя неделю вышло постановление Политбюро ЦК о бойкоте Олимпиады. В нём говорилось следующее:
Считать нецелесообразным участие советских спортсменов в Олимпийских играх в Лос-Анджелесе ввиду грубого нарушения американской стороной Олимпийской хартии, отсутствия должных мер обеспечения безопасности для делегации СССР и развернутой в США антисоветской кампании. Разработать пропагандистские меры, которые позволили бы создать благоприятное для нас общественное мнение в мире и убедительно показать ответственность США за неучастие советских спортсменов в Олимпийских играх. В доверительном порядке информировать ЦК братских партий социалистических стран о нашей позиции и высказать просьбу о её поддержке.
8 мая 1984 года пленум НОК СССР утвердил это решение и в тот же день Советский Союз в официальном заявлении ТАСС о бойкоте предстоящих Игр объявил о наличии в США «шовинистических настроений и антисоветской истерии, целенаправленно возбуждаемых властями Соединённых Штатов на скорую руку». Президент МОК Хуан Антонио Самаранч активно пытался убедить советское руководство изменить своё решение, но не достиг успеха.
Одновременно с сообщением о решении СССР бойкотировать Игры было объявлено о проведении в девяти странах соцблока международных соревнований «Дружба-84», причём официально подчёркивалось, что «Дружба-84» не является альтернативой Олимпийским играм. Соревнования проводились во всех олимпийских видах спорта, кроме футбола и синхронного плавания, а также в трёх неолимпийских видах — самбо, теннисе и настольном теннисе. В «Дружбе-84» приняли участие спортсмены более 50 стран, как бойкотировавших Игры в Лос-Анджелесе, так и нет, было установлено несколько десятков мировых рекордов. Сравнительный уровень двух де-факто альтернативных игр оказался неровным в разных видах спорта: например, в художественной гимнастике и тяжёлой атлетике практически все сильнейшие спортсмены участвовали в «Дружбе-84», а в конном спорте и хоккее на траве — в Олимпийских играх.
Кроме стран социалистического блока в числе участников бойкота XXIII Олимпийских игр в Лос-Анджелесе оказались Ливия и Иран — последний, таким образом, пропустил и Москву-80, и Лос-Анджелес-84. Дополнительную сложность для участия Ирана в олимпийском движении представляла его жёсткая позиция по бойкоту любых спортивных состязаний, в которых выступал Израиль. Однако именно в 1984 году в летней Олимпиаде после 32-летнего отсутствия приняла участие сборная КНР, до того бойкотировавшая олимпийское движение из-за частичного международного признания Тайваня, а также возобновила своё участие в играх и сборная Тайваня под именем Китайский Тайбэй и специальным негосударственным флагом. Всего в американской Олимпиаде приняли участие атлеты из 140 стран мира.
Одним из результатов двух взаимных бойкотов Олимпийских игр со стороны СССР и США стало возникновение по инициативе Теда Тёрнера Игр доброй воли, проходивших с 1986 по 2001 год.
В регламент МОК с подачи тогдашнего президента МОК Самаранча были внесены дополнительные статьи о серьёзных санкциях в отношении национальных олимпийских комитетов, принимающих участие в бойкоте олимпийских игр, вплоть до приостановки их членства в МОК и дисквалификации соответствующих сборных на одну или несколько будущих Олимпиад.

## 1988
Летние Олимпийские игры 1988 в Сеуле бойкотировались КНДР. Пхеньян решил не посылать на Игры свою спортивную сборную, так как оргкомитет по подготовке Олимпиады в Сеуле отклонил предложение Ким Ир Сена о переносе части спортивных состязаний в города КНДР с целью продемонстрировать единство Корейского полуострова.
Официальной причиной при этом указывался факт непрекращённого состояния войны между двумя странами. Позицию КНДР поддержали Албания, Куба, Никарагуа и Эфиопия и также объявили о своём неучастии в Играх. Подготовленные для Олимпийских игр стадионы и другие спортсооружения были использованы КНДР на XIII международном фестивале молодёжи и студентов, прошедшем в Пхеньяне год спустя.
В СССР была выпущена серия почтовых марок с текстом «1988. Почта СССР. Игры XXIV Олимпиады» и изображениями спортсменов. Примечательно, что на марках нет слов «Сеул» или «Корея», так как между СССР и Южной Кореей на тот момент не было дипломатических отношений, они были установлены лишь в 1990 году.

## 1992
Из-за международных санкций ООН МОК не мог официально пригласить на XXV Игры 1992 года в Барселоне сборную распадавшейся Югославии. Однако выход был найден: по аналогии со сборной новорождённого СНГ спортсмены югославских республик выступили под олимпийским флагом в качестве «независимых олимпийских участников».

## 2000
В XXVII Олимпийских играх 2000 года в Сиднее приняли участие все члены МОК (не считая бойкотировавшего Игры Афганистана). Теократический режим Талибана запретил спорт как таковой, ликвидировал НОК страны и отверг приглашение МОК. Присутствие спортсменов-афганцев стало невозможным.
Кроме того, Игры пришлись на период становления государственной независимости Восточного Тимора — в 2000 году в этой стране велась вооружённая борьба между поддерживавшимися Индонезией повстанцами и миротворческим контингентом, возглавлявшимся Австралией и действовавшим по мандату ООН. Из-за отсутствия легитимного правительства полноценное участие в Олимпиаде спортсменов из Восточного Тимора было невозможно, однако четверо из них всё же выступили на сиднейских Играх как «индивидуальные олимпийские атлеты» под олимпийским флагом.

## 2002
Зимние Олимпийские игры 2002 года в Солт-Лейк Сити также оказались в центре скандалов. Спустя несколько недель после 10-километровой гонки были дисквалифицированы за употребление допинга две российские лыжницы, завоевавшие золотую и серебряную медали, — Лариса Лазутина и Ольга Данилова. Затем женская сборная команда России не была допущена к участию в эстафете 4×10 км. Эти скандалы стали предметом обсуждения в Государственной Думе РФ. От членов МОК поступило предложение, чтобы российские спортсмены покинули Солт-Лейк Сити, не дожидаясь окончания игр. Приглашенный в Думу Жак Рогге, занимавший тогда пост президента МОК, отверг это предложение, считая нецелесообразным лишения российских спортсменов возможности участия в церемонии закрытия игр. 

## 2004
Афинская XXVIII Олимпиада 2004 года также не избежала бойкота — на сей раз индивидуального. Знаменитый иранский дзюдоист Араш Мирэсмаэли, знаменосец сборной команды Ирана, до того дважды побеждавший на чемпионатах мира, и на этот раз уверенно вышел из групповой стадии турнира, но, будучи явным фаворитом, отказался от продолжения борьбы и был дисквалифицирован. Его соперником должен был стать гражданин Израиля Эхуд (Уди) Вакс (ивр. אודי וקס‎, англ. Ehud Vaks). Араш заявил репортёрам:
Несмотря на упорную многомесячную подготовку и хорошее физическое состояние, я отказываюсь состязаться с моим израильским противником в знак солидарности со страданиями народа Палестины — и я не чувствую себя расстроенным вовсе.
Иранское государственное информационное агентство ИРНА сообщило об одобрении со стороны президента Ирана Мохаммада Хатами. Хатами заверил, что поступок Миресмаэли «вписан в историю иранской славы» и что нация полагает его «чемпионом Олимпийских игр 2004 года». Тогдашний мэр Тегерана Махмуд Ахмадинежад сказал, что, хотя Араш и «не получил золотую медаль, он заслужил своим отказом вечную славу». 8 сентября 2004 года иранский Национальный олимпийский комитет вручил атлету денежную премию в $125 000 — такую же, какую получили ещё два иранских золотых медалиста Игр в Афинах. Примечательно, что вышедший в следующий круг израильтянин Эхуд Вакс был побеждён алжирцем Амаром Мериджей.

## 2008
С конца 2007 года рядом влиятельных правозащитных организаций Запада при явной и неявной поддержке со стороны официальных властей была поднята кампания по бойкоту XXIX Олимпийских игр в Пекине. Параллельно серии пресс-конференций и негативных докладов правозащитников о положении в КНР в палату представителей Конгресса США были внесены сразу две резолюции (от республиканцев и от демократов) об официальном бойкоте Игр. К этому же президента США Джорджа Буша призывали кандидаты в будущие президенты США, в частности, Хиллари Клинтон и Барак Обама, а также ряд влиятельных этнических организаций, в частности, еврейская община США, и деятели кино, например, Миа Фэрроу, Стивен Спилберг и Ричард Гир. Идея бойкота была публично одобрена главой Европарламента Гансом-Гертом Пёттерингом, президентом Франции Николя Саркози, а также рядом восточноевропейских лидеров. О возможном неучастии в церемонии открытия Игр Генерального секретаря ООН Пан Ги Муна было объявлено его канцелярией, официально — «из-за проблем с рабочим графиком».

Правительству КНР вменялись в вину насильственное подавление движения за независимость в Тибете, поддержка авторитарных режимов Судана, КНДР, Зимбабве и Мьянмы, а также существовавшие, по мнению правозащитников, проблемы с правами человека и цензурой в самой КНР (подробнее см.: Проблемы и противоречия на летних Олимпийских играх 2008 года). Пик пиар-кампании, сопровождавшейся шумными акциями, митингами и конфликтами с полицией разных городов мира, пришёлся на весну 2008 года после мартовских беспорядков в Лхасе и продолжался во время многократно срывавшейся из-за актов протеста противников Олимпиады эстафеты олимпийского огня. В интервью «Би-би-си» глава Азиатского и Тихоокеанского департамента Amnesty International Ти Кумар указывал:
Надавить следует не только на китайские власти, но и на Международный олимпийский комитет, который, в свою очередь, обещал проследить за реформами в Китае, но так ничего и не сделал.
Несмотря на то, что не все главы западных государств в итоге присутствовали на церемонии открытия Игр в Пекине, перспектива бойкота постепенно сошла на нет. Одним из важных доводов за Олимпиаду является финансовый: контракты со спонсорами настолько велики, что для любой олимпийской сборной становится крайне затруднительно нарушить договор, в котором задействованы такие серьёзные суммы. Так, официальным спонсором американской команды является Nike и пресс-служба этой компании в интервью русской службе Би-би-си заявила:
Руководство Nike, конечно, всецело за защиту прав человека, но сумма контракта настолько велика, что сборная США поедет на Игры в Пекин во что бы то ни стало.
9 августа 2008 олимпийская команда Грузии, находящаяся в Пекине на Олимпиаде-2008, в связи с войной решила «провести акцию протеста, чтобы привлечь внимание мира к тому, что сегодня происходит в Грузии». Согласно уставу олимпийского комитета это повлекло бы за собой дисквалификацию спортсменов. В тот же день олимпийская сборная Грузии после встречи с женой президента Грузии Саакашвили Сандрой Рулофс объявила о том, что покидает Олимпиаду. Грузинская олимпийская сборная, в соответствии с Олимпийским уставом, могла быть дисквалифицирована на восемь лет. Однако грузинская команда в итоге осталась на Олимпиаде и продолжила участвовать в соревнованиях. Как сообщается, «после убедительной просьбы президента Саакашвили спортсмены изменили своё решение».

## 2014
Газета «Вашингтон пост» 14 августа 2008 года в связи с военным конфликтом между Россией и Грузией предложила «американо-европейский бойкот зимних Олимпийских игр 2014 года в Сочи». В тот же день конгрессмены от Демократической партии Эллисон Шварц и Республиканской партии Б. Шустер, сопредседатели «Группы поддержки Грузии», заявили о вынесении на рассмотрение Конгресса США резолюции о пересмотре МОК места проведения зимних Олимпийских игр-2014 из Сочи. «Вторжение Российской Федерации в Республику Грузия, которая является суверенной и демократической страной, накануне летних Олимпийских игр в Пекине, делает её [Россию] нежелательным хозяином для зимних игр 2014 года». Резолюция в случае её принятия Конгрессом США не могла носить обязательного для исполнения характера, но была способна повлиять на мировое общественное мнение. В ответ премьер РФ Владимир Путин заявил 2 сентября 2008 года в Ташкенте: «Зимние олимпийские игры пройдут в Сочи в 2014 году», а если «Отберут? Пусть тащат…»; отметив: «Нельзя такие вещи политизировать. Стоит только один раз сделать, это будет разрушительным для всякой структуры, в том числе олимпийского движения».
4 сентября 2008 года НОК Грузии направил письмо руководителю МОК Жаку Рогге с просьбой пересмотреть вопрос о проведении в Сочи Олимпиады-2014: «В связи с последними событиями в Грузии…, той агрессией, которую осуществила Российская Федерация против Грузии, Международному олимпийскому комитету, наверное, стоило бы ещё раз рассмотреть вопрос возможности проведения зимних Олимпийских игр в Сочи».
Несмотря на попытки организовать бойкот, на олимпийских играх в Сочи присутствовало более 50 глав государств и правительств, 60 делегаций международных организаций и министров спорта, что в три раза больше, чем в Ванкувере. По информации председателя оргкомитета Д. Чернышенко, «если сложить вместе аналогичные показатели Турина и Ванкувера, то всё равно получится меньше глав государств, чем в Сочи. На церемонии открытия присутствовало 44 процента глав государств или правительств стран-участниц. Даже в Лондоне было меньше — всего 39».
19 февраля 2014 года украинская горнолыжница Богдана Мацёцкая отказалась от дальнейшего участия в Олимпиаде в знак протеста против жестоких столкновений в Киеве накануне. Она и её отец Олег разместили сообщение на Facebook, заявив: «в знак солидарности с борцами на баррикадах Майдана, и в знак протеста против бандита-президента и его холуйского правительства, мы отказываемся от дальнейшего выступления на Олимпийских Играх в Сочи в 2014 году». В тот же день две других украинских лыжницы, Мария Лисогор и Екатерина Сердюк, отказались стартовать в командном спринте классическим стилем из-за запрета МОКа надевать траурные повязки в память о погибших на Майдане.

## 2018
5 декабря 2017 года исполком Международного олимпийского комитета дисквалифицировал Олимпийский комитет России на основании допингового скандала и доклада Ричарда Макларена о злоупотреблениях препаратами со стороны российских спортсменов — это повлекло за собой формальное исключение России из числа участников Зимних Олимпийских игр 2018 года.

## 2021
Летние XXXII Олимпийские игры 2020 года в Токио должны были состояться в 2020 году, но из-за пандемии коронавируса были перенесены на 2021 год. После очередной дисквалификации российским спортсменам было запрещено выступать под своим национальным флагом. Вместо флага России использовался флаг ОКР, а вместо гимна — 1-й концерт для фортепиано с оркестром П. И. Чайковского.
Белорусская легкоатлетка Кристина Тимановская из-за отказа выступать в незнакомой дисциплине была вынуждена покинуть Олимпийскую сборную и попросить политическое убежище в третьей стране. Кроме того, в конце игр Международный олимпийский комитет подал протест за необъективное судейство в художественной гимнастике, что может грозить исключением этого вида спорта из олимпийской программы.